# نبرد ساری‌قمیش
نبرد ساری‌قمیش (به روسی: Сражение при Сарыкамыше. ترکی: Sarıkamış Muharebesi یا Sarıkamış Savaşı) درگیری میان امپراتوری روسیه و امپراتوری عثمانی در میانه جنگ جهانی اول بود که از ۲۲ نوامبر ۱۹۱۴ تا ۱۷ ژانویه ۱۹۱۵ به عنوان بخشی از جبهه قفقاز به درازا انجامید و سرانجام با پیروزی روسیه پایان یافت.
استراتژی عثمانی در این نبرد به این صورت بود که نیروهای خود را به شدت متحرک نماید و برای حمله به هدف‌های مشخص در زمان‌های دقیق آماده کند. این رویکرد پایه هم آلمان و هم تاکتیک‌های ناپلئونی بود.سربازان عثمانی که برای شرایط زمستانی آمادگی کافی نداشتند، تلفات زیادی در کوه های الله و اکبر(رشته کوهی در شمال شرقی ترکیه) متحمل شدند حدود ۲۵۰۰۰ سرباز عثمانی قبل ازشروع نبرد یخ زدند.

پس از نبرد، وزیر جنگ عثمانی، انور پاشا، که استراتژی عثمانی را در ساریکامیش طراحی کرده بود، شکست خود را گردن ارامنه انداخت و این نبرد به عنوان مقدمه ای برای نسل کشی ارامنه بود.

## نگارخانه

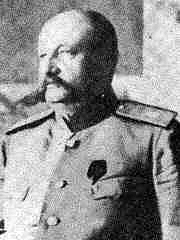
نیکولای یودنیچی
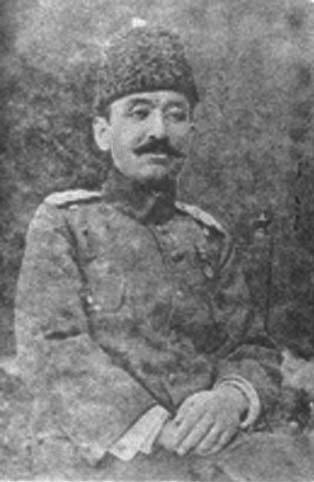
حافظ حاکی
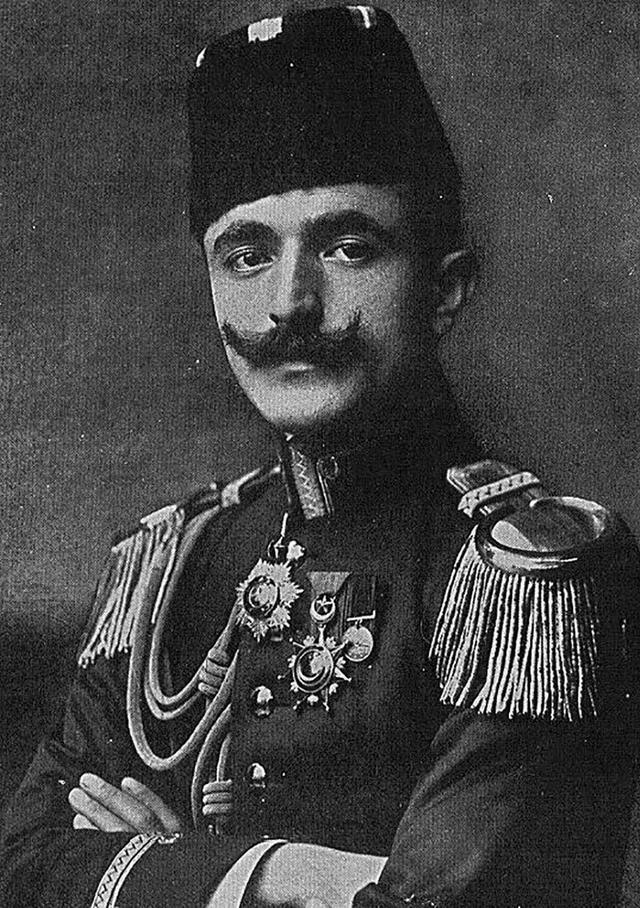
اسماعیل انور

## نکته
1. ↑  نیروهای عثمانی بر پایه منابع گوناگون گزارش شده‌اند. نیروی اصلی یعنی ارتش سوم ۱۱۸ هزار تن (حدود ۱۲ هزار نفر) بود. برخی منابع آن را ۷۵٬۶۶۰ تفنگدار (حدود ۸۰ تا ۹۰ هزار تن) برآورد می‌کنند